# Фруассар, Жан
Жан Фруасса́р (фр. Jean Froissart, 1333 или 1337, Валансьен, графство Эно — между 1404 и 1410, Шиме, там же) — французский историк, писатель и поэт XIV века, автор знаменитых «Хроник» — важнейшего источника по истории начального этапа Столетней войны.

## Биография
Сведения о жизни Фруассара в основном ограничиваются тем, что он сам указал о себе в тексте своих «Хроник».
По своему рождению он являлся валлоном и происходил из Валансьена в Эно (Геннегау). Из отдельных высказываний, встречающихся в его сочинениях, можно заключить, что он был выходцем из семьи зажиточных горожан, торговавших сукном. Согласно другим данным, его отец являлся ремесленником, изготовлявшим дворянские гербы.
Годы его жизни являются предметом дискуссий. В своем историческом повествовании он намекает на две даты своего рождения — 1333 и 1337 годы. Относительно первой версии ссылаются на то место в «Хронике», где Фруассар утверждает, что в 1390 году ему было 57 лет. Этой дате склонен был верить бельгийский историк барон Кервин де Леттенхове, один из главных издателей и комментаторов Фруассара в XIX веке. Однако, в конце Книги IV сам хронист указывает, что ему было 24 года, когда он присутствовал при расставании королевы Филиппы и принца Уэльского в Берквемстеде в 1361 году. Согласно этой версии, рождение его датируется 1337 годом.
В юности (до 1359 г.) Фруассар некоторое время был торговцем, затем устроился писарем в Праге при короле Карле IV Люксембургском, где познакомился с Петраркой, проживавшим там после пребывания в Милане и перед переездом в Венецию. В 1360 году он посетил двор папы Иннокентия VI в Авиньоне.
К 25 годам он располагал уже рекомендацией короля Богемии Карла IV Люксембургского, аттестовавшего его как придворного поэта, и в 1361—1369 годах служил хронистом при дворе английской королевы Филиппы, супруги Эдуарда III. Он много путешествовал по Британским островам и континентальной Европе. В 1365 году побывал в Шотландии при дворе Давида II Брюса, между 1364 и 1366 годами в Лондоне, Вестминстере, Виндзоре, в замках в Беркемстеде и Плеши, а после во Франции, Нормандии и Бретани, в частности, в Нанте и в Ла-Рошели, где собирал устные рассказы о сражениях при Креси, при Пуатье, при Кошереле, при Оре и легендарной Битве Тридцати.
В 1366 году находился вместе с Эдуардом Чёрным Принцем в Бордо, куда прибыл за несколько дней до визита английского короля Ричарда II, затем отправился в Брюссель, оттуда в Аквитанию, а в 1367—1368 годах вместе с Лайонелом, герцогом Кларенсом побывал в Италии. На свадьбе последнего с дочерью Галеаццо II Висконти Виолантой в Милане он познакомился с Джеффри Чосером, служившим у герцога пажом. В Болонье встретился с королём Кипра Пьером I де Лузиньяном, которого, расспрашивая о его подвигах, сопровождал до Венеции, откуда вскоре отправился в Рим.
После смерти в августе 1369 года королевы Филиппы, Фруассар перешёл под покровительство Жанны, герцогини Брабантской, которая вознаградила его труды поместьем в Эно; доходы от поместья позволяли ему путешествовать в поисках материалов для хроник за собственный счёт. Около 1370 года в Брюсселе он сблизился с Робером Намюрским, сиром Бофором-сюр-Мёз, в прошлом женатым на младшей сестре Филиппы Изабелле, который и посоветовал ему заняться историческими изысканиями, взяв за образец «Правдивые хроники» покойного льежского каноника Жана Лебеля.
В 1373 году Фруассар принял сан священника, получив бенефиций в Эстинне близ Монса, продолжая, однако, при этом вести светский образ жизни. Стал секретарём и капелланом супруга Иоанны Венцеля Люксембургского, после смерти которого служил с 1384 года при дворе Ги де Шатийона, графа Блуа. В 1386 году сопровождал графа в его замок в Блуа, чтобы отпраздновать брак его сына Луи де Дюнуа с Марией I Беррийской, заключённый в Бурже, написав по этому случаю пастораль.
Стихи, помимо исторических трудов, Фруассар продолжал писать до конца своей жизни. В конце 1380-х годов он побывал во Фландрии, где встретил рыцарей, сражавшихся в 1382 году при Роозбеке с восставшими фламандцами. В 1389 году посетил двор Гастона Феба, графа де Фуа, рассказавшего историку о своих военных подвигах и участии в подавлении Жакерии, покинув его в сопровождении 11-летней воспитанницы графа Жанны Булонской, выданной замуж за герцога Беррийского.
После работы над своими хрониками в 1390—1391 годах в Валансьене, он посетил в 1392 году Париж, где получил известия о безумии короля Карла VI. В 1395 году вновь побывал в Англии при дворе Ричарда II, но был разочарован произошедшими там переменами и угасанием рыцарского духа военных лет. По возвращении на континент, поссорился с графом Ги де Блуа, обретя нового покровителя в лице герцога Бургундии Филиппа Смелого.
География путешествий Фруассара являлась весьма протяжённой, с уверенностью можно говорить о продолжительном и неоднократном пребывании его в Английском и Французском королевствах, а также в Шотландии, Уэльсе, графствах Фландрия и Артуа, герцогствах Бретань и Брабант, виконтстве Беарн, а также в Риме и Милане.
Дата его смерти, так же как и дата рождения, является спорной. А. Д. Люблинская и Е. Ю. Акимова сходятся во мнении, что год его смерти — 1404-й. Современный исследователь и издатель его хроник М. В. Аникеев, вслед за дореволюционным российским медиевистом И. М. Гревсом, называет более позднюю дату смерти — 1410 год, объясняя это тем, что начиная именно с 1410 года следы автора теряются и прекращается его историческое повествование. Не установлены также место его смерти и захоронения. Историки начала XX столетия предполагали, что это может быть церковь Св. Монегунды Шартрской в замке в Шиме (графство Эно), где он в последние годы своей жизни служил каноником.

## Творчество

### Хроники
«Хроники», полное название которых в некоторых рукописях звучит как «Хроники Франции, Англии, Шотландии, Испании, Бретани, Гаскони и соседних стран» (фр. Des Croniques de France, Dangleterre, Descoce, Despaigne, de Bretaigne, de Gascongne, de Flandres Et lieux circunvoisins), состоят из 4 книг.
Особый интерес для исследователей представляет Книга I, известная в трёх редакциях: «Амьенском манускрипте», события в котором доводятся до 1369 года, «Манускрипте семейства А/В», излагающем их до 1372 года, и «Римском манускрипте», в котором они оканчиваются 1377 годом. «Амьенский манускрипт» дошел до нас лишь в одном списке, который выполнен безызвестным копиистом не позднее 1491 года. «Манускрипт семейства А\В» сохранился в нескольких десятках списков, которые до сих пор не систематизированы. «Римский манускрипт» дошел до нас лишь в одном списке. В 1860 году бельгийский историк Кервин де Леттенхове обнаружил его в библиотеке Ватикана и подготовил его первое научное издание.
Временные рамки манускриптов весьма дискуссионны. Так, современный отечественный историк М. В. Аникеев полагает, что «Амьенский манускрипт» охватывает временной промежуток с 1325 по 1378 год, А. Д. Люблинская же говорит о периоде 1326—1370 годов. Также в медиевистике до сих пор ведутся споры, какая из редакций Книги I является более ранней. Книга II, охватывающая события 1378—1387 годов, дошла до нас в двух редакциях, книги III—IV сохранились в единственной редакции, первая из них содержит текст хроник за 1388—1390, а вторая — за 1391—1400 годы.
Центральным сюжетом «Хроник» является англо-французский конфликт Столетней войны, которую сам автор считает наиболее достойным памяти и замечательным в истории человечества. Описанию главных её битв, более мелких сражений и просто небольших стычек посвящены подавляющее число глав. Восторженно относясь к своему нелёгкому труду, который он красочно сравнивает с подвигами рыцаря или оруженосца на ратном поприще, Фруассар специально отмечает, что собирать материалы для хроник стал в двадцатилетнем возрасте, то есть примерно с 1355 года.
Особое место в его повествовании занимает Фландрия, являющаяся узлом противоречии между Англией и Францией. Именно Фландрия была одной из причин Столетней войны и сыграла в ней важную роль. Фруассар подробнее излагает политику Англии и Франции в отношении Фландрии. Например, в одной из глав «Книги I» описан случай о союзе, заключенном между Эдуардом III и жителями Фландрии. Английский король предложил «напасть на Францию и пройтись по Турени и кастелянствам Лилля и Дуэ». Но жители Фландрии отказались, так как у них был договор с Папой Римским, что если они начнут войну против Франции, то «подвергнутся за это огромному денежному штрафу и отлучению. На совете было решено, что если Эдуард III хочет быть королём Франции, то пусть поместит на своем геральдическом щите герб Франции и в грамотах называется королём Франции. Тогда они станут почитать его за короля и будут ему повиноваться». Так осторожные фламандцы избегали денежного штрафа, и договор был заключен.
Помимо политических союзов и военных действий, внимание автора привлекают события политические: рождение и смерть королевских особ, мирные переговоры, посольства, выборы Пап, торжественные въезды в город и праздники; кроме того, от пера Фруассара не ускользают народные движения и восстания городов. Городской тематике уделяется достаточно внимания в его повествовании, хотя, будучи поклонником рыцарства и знати, он не рассматривает ещё «третье сословие» в качестве самостоятельной политической силы. Многие страницы его «Хроник» посвящены рассказам о крестьянской войне 1358 года, получившей название Жакерии, а также восстании городов Фландрии и волнениям в Париже 1382 года, получившим название восстания майотенов. При этом обращает на себя внимание, что описывая в крайне чёрных тонах восставших французских «жаков», называя их не иначе как «бешеными собаками», он едва ли не сочувствует английским повстанцам-вилланам, поднявшимся в 1381 году во главе с Уотом Тайлером.
Хроники завершаются описанием неудачного похода европейских крестоносцев против османов 1396 года, трагически завершившегося для них битвой при Никополе, а также свержения и гибели Ричарда II Английского (1399—1400).
Как историк Фруассар является ещё компилятором, некритически использующим доступные ему источники, среди которых, помимо тщательно собиравшихся им устных свидетельств, следует отметить «Большие французские хроники», вышеупомянутый труд Жана Лебеля, из которого он заимствует сведения до 1361 года, жизнеописание Эдуарда Чёрного Принца, составленное анонимным Герольдом Чандоса, а также некоторые письма и дипломатические документы. Несомненно использование им устных рассказов и воспоминаний современников, включая непосредственных участников сражений Столетней войны, благодаря которым отдельные его описания приобретают, по меткому выражению нидерландского историка культуры Йохана Хёйзинги, подлинную «фотографичность».
Фруассар заслуженно получил эпитеты «певец рыцарства» и «лучший из средневековых историков Франции». Он сам подчеркивал, что побудительным мотивом написания «Хроник» послужило желание рассказать о «славных военных деяниях и подвигах во Франции, Англии и соседних странах». Главными героями и участниками у него выступают доблестные рыцари и высокородные сеньоры, которых он нередко идеализирует, не только приводя примеры их воинской доблести, но и оправдывая порой их неблаговидные деяния и поступки.
Превосходный рассказчик, сочинение которого отличают красочные портреты государственных деятелей, полководцев и феодалов, художественные описания не только природных пейзажей, но даже изукрашенных позолотой и вымпелами морских кораблей, а также сочный и образный язык, он, при всем своём некритическом восприятии источников и очевидной предвзятости, местами переходящей в откровенную фальсификацию, обеспечил себе успех у современников и потомков, по праву заслужив себе прозвание «Геродота средневековой Европы».
Известно свыше 80 датированных рукописей «Хроник» Фруассара, хранящихся в Национальной библиотеке Франции (Париж), Королевской библиотеке Бельгии (Брюссель), Британской библиотеке (Лондон), Ватиканской апостольской библиотеке, библиотеке Лейденского университета и др. собраниях, свыше 15 из которых приходится на Книгу I, девять — на Книгу II, 30 — на Книгу III, и 26 — на Книгу IV. Наиболее известный из иллюминированных манускриптов был выполнен в 1470 году мастерами из Брюгге по заказу фламандца Людвига Груутхузе.
Впервые «Хроники» были изданы в 1495 году в Париже в четырёх томах печатником Антуаном Вераром, переиздавшим их в 1499 и 1503 годах, в 1530 году выпущены там же известным книготорговцем Галлио Дюпре, и в дальнейшем публиковались во Франции неоднократно. Перевод их на ранненовоанглийский язык увидел свет ещё в 1523 году; классический английский перевод Томаса Джонса, впервые опубликованный в Лондоне в 1803—1805 годах, выдержал несколько переизданий.

### Поэзия
Помимо «Хроник», перу Фруассара принадлежит немало стихотворных сочинений, в том числе 13 лэ, 6 шант рояль, 40 баллад, 13 вирелэ, 107 рондо и 20 пастурелей.
Среди них выделяется поэма «Любовный рай» (Le Paradis d’Amour, 1362), состоящая из 1723 октосиллабических стихов и содержащая рассказ влюблённого о чудесном сне в райском саду, где он беседует сначала с Удовольствием, затем с Надеждой, а после с самой Любовью, наставляющей его в искусстве поэзии. В другой поэме «Часы любви» (L’Horloge amoureux, 1368), представляющей собой объёмистый поэтический трактат, свойства любви сравниваются с частями часового механизма. Текст её, подобно большинству произведений этой эпохи, строится в виде серии рамочных конструкций: связные ряды баллад встроены в дидактический дискурс, подчинённый сновидению, которое вводится типом встречи. В ещё одной поэме «Любовный плен», или «Тенёта любви» (L’espinette amoureuse, 1369), помимо прочего, перечисляется около шестидесяти детских игр, в которые поэт мальчишкой играл в Валансьене.
Фруассар является также автором последнего стихотворного рыцарского романа «Мелиадор» (Meliador), примыкающего к артуровскому циклу, который он цитирует в Книге III своих «Хроник». Приступив к работе над ним ещё в начале 1360-х годов в Англии, он завершил её в Брабанте после смерти в 1383 году своего покровителя герцога Люксембургского Венцеслава, специально переработав текст, чтобы включить в него около восьмидесяти лирических стихотворений последнего.

## Память
Именем Фруассара названа симфоническая увертюра английского композитора Эдварда Элгара (1890).

## В культуре
- Упоминается в историческом романе А. Дюма-отца «Бастард де Молеон» (1846), в основе сюжета которого — участие Франции и Англии в войне за Кастильское наследство, которая является частью Столетней войны. «Хроники» Фруассара Дюма использовал также при написании других романов: «Изабелла Баварская» (1835), «Графиня Солсбери» (1836), «Эдуард III» (1836).
- Английским переводом «Хроник» Фруассара пользовался Артур Конан-Дойл при работе над историческими романами «Белый отряд» (1891) и «Сэр Найджел» (1906).
- Его же использовал Генри Райдер Хаггард при написании своего историко-приключенческого романа «Алая Ева» (1911).
- Рассказ Фруассара о судебном поединке между вассалом герцога Алансонского Жаком Ле Гри и рыцарем Жаном де Карружем, обвинившим первого в изнасиловании своей супруги Маргариты де Карруж, который состоялся в 1386 году в Париже в присутствии самого историка, положен был в основу книги Эрика Джагера «Последняя дуэль: правдивая история испытания битвой в средневековой Франции» (2005), экранизация которой режиссёром Ридли Скоттом вышла на экраны в 2021 году.

## Издания
- Фруассар Жан. Любовный плен / Пер. М. Гринберга. Вступ. статья Л. Евдокимовой. — М.: Carte blanche, 1994. — 240 с.
- Фруассар Жан. Хроники 1325—1340 / Пер. и прим. М. В. Аникеева. — СПб.: Издательство СПбГУ, 2009. — 656 с. — ISBN 978-5-288-04460-1.
- Фруассар Жан. Хроники 1340—1350 / Пер. и прим. М. В. Аникеева. — СПб.: РХГА; Ювента, 2012. — 856 с. — ISBN 978-5-88812-541-0.
- Chronicles of England, France, Spain and the adjoining countries: from the latter part of the reign of Edward II to the coronation of Henry IV. By sir John Froissart. Translated from the French, with variations and additions, from many celebrated MSS by Thomas Johnes. — Volumes 1—2. — London: Henry G. Bohn, 1857.
- Les Chroniques de sire Jean Froissart (1824—1829), édité par Jean Alexandre Buchon. — Tomes 1—3. — Paris: Wattelier, 1867.
- Œuvres complètes de Froissart Chroniques, édité par J. Kervyn de Lettenhove. — Tomes 2—25. — Bruxelles, 1867—1877. — (Réimpr.: Osnabrück, Biblio, 1967).
- Chroniques de Jean Froissart, édité par Siméon Luce, Gaston Raynaud, Léon et Albert Mirot. — Tomes 1—15. — Paris: Société de l’Histoire de France, 1869—1975.
- Froissart. Chroniques. Début du premier livre. Édition du manuscrit de Rome Reg. lat. 869 par George T. Diller. — Genève: Droz; Paris: Minard, 1972. — 1011 p. — (Textes littéraires français, 194).
- Froissart. Chroniques. Livre I. Le manuscrit d’Amiens. Bibliothèque municipale no 486, édité par George T. Diller. — Tomes 1—5. — Genève: Droz, 1991—1998. — (Textes littéraires français, 407, 415, 424, 429, 499).
- Jean Froissart. Chroniques. Livre I et Livre II, rédaction du manuscrit de New York, Pierpont Morgan Library M.804. Éditions et textes présentés et commentés par Peter F. Ainsworth et George T. Diller. — Paris: Librairie générale française, 2001. — 1246 p. — (Textes littéraires français, 407, 415, 424, 429, 499).
- Jean Froissart. Chroniques. Livre III et Livre IV. Texte présenté, établi et commenté par Peter F. Ainsworth et Alberto Varvaro. — Paris: Librairie générale française, 2004. — 1022 p. — (Le livre de poche, 4563. Lettres gothiques).
- Jean Froissart. Chroniques. Livre III. Le manuscrit Saint-Vincent de Besançon, Bibliothèque municipale, ms. 865. Édité par Peter F. Ainsworth avec une étude codicologique par Godfried Croenen. — Genève: Droz, 2007. — 510 p. — (Textes littéraires français, 594).